# Кожухово (Устиновское сельское поселение)
Кожухово — деревня в Кимрском районе Тверской области. Входит в состав Устиновского сельского поселения.

## География
Находится в юго-восточной части Тверской области на расстоянии приблизительно 20 км на север по прямой от районного центра города Кимры на правом берегу реки Малая Пудица.

## История
Известна была с 1628 года как деревня из 2 дворов, владение Тимофея Текутьева. В 1780-х годах здесь 8 дворов, в 1806 — 3. В 1859 году здесь (деревня Корчевского уезда Тверской губернии) было учтено 8 дворов, в 1887 — 14.

## Население
Численность населения: 40 человек (1780-е годы), 11 (1806), 47 (1859 год), 74 (1887), 4 (русские 100 %) 2002 году, 5 в 2010.